# Fred Astaire (singel)
Fred Astaire – trzeci singel polskiego rapera Aviego z jego debiutanckiego solowego albumu studyjnego, zatytułowanego Mały książę, powstały przy gościnnym udziale polskiego rapera Oskara83. Singel został wydany 17 lutego 2023.
Nagranie otrzymało w Polsce status platynowego singla, przekraczając liczbę 50 tysięcy sprzedanych kopii.

## Geneza utworu i historia wydania
Utwór napisali i skomponowali Kamil Zalewski, Oskar Tuszyński i Adam Wiśniewski, który również odpowiada za produkcję utworu.
Singel ukazał się w formacie digital download 17 lutego 2023 w Polsce za pośrednictwem wytwórni płytowej Moya Label w dystrybucji e-Muzyka. Piosenka została umieszczona na debiutanckim solowym albumie studyjnym Aviego  – Mały książę.

## Teledysk
Do utworu powstał teledysk w reżyserii Piotra Zajączkowskiego, który udostępniono w dniu premiery singla za pośrednictwem serwisu YouTube.

## Lista utworów
- Digital download[2]

1. „Fred Astaire” – 2:40

## Notowania

### Pozycje na listach sprzedaży
| Kraj   | Lista (2023)             | Najwyższa pozycja |
| ------ | ------------------------ | ----------------- |
| Polska | Billboard Poland Songs   | 17                |
| Polska | OLiS – single w streamie | 21                |

## Certyfikaty
| Kraj          | Certyfikat      | Sprzedaż |
| ------------- | --------------- | -------- |
| Polska (ZPAV) | platynowa płyta | 50 000+  |